# Mama's Gun
Mama's Gun è il secondo album in studio della cantautrice statunitense Erykah Badu, pubblicato alla fine del 2000. L'album è stato acclamato all'unanimità dalla critica, ottenendo ottime recensioni, ma ha ricevuto molte meno nomination a premi musicali rispetto al precedente Baduizm. Il disco ha venduto oltre un milione di copie negli Stati Uniti, ottenendo il disco di platino.
L'album è stato anche incluso nel libro "1001 Albums You Must Hear Before You Die".

## Tracce
1. "Penitentiary Philosophy" (E. Badu, J. Poyser, A. K. Thompson) – 6:09
2. "Didn't Cha Know?" (E. Badu, J. Yancey) – 3:58
3. "My Life" (E. Badu, J. Poyser) – 3:59
4. "...& On" (E. Badu, J. Cantero, S. Martin) – 3:34
5. "Cleva" (E. Badu, J. Poyser) – 3:45
6. "Hey Sugah" (E. Badu, N'dambi) – 0:54
7. "Booty" (E. Badu) – 4:04
8. "Kiss Me on My Neck (Hesi)" (E. Badu, J. DeJohnette, J. Poyser, J. Yancey) – 5:34
9. "A.D. 2000" (E. Badu, B. J. Wright) – 4:51
10. "Orange Moon" (E. Badu, B. Lacy, S. Martin, G. Young) – 7:10
11. "In Love with You" (E. Badu, Stephen Marley) – 5:21
12. "Bag Lady" (E. Badu, B. Bailey, R. Brown, N. Hale, I. Hayes, C. Longmiles, Martin, A. Young) – 5:48
13. "Time's a Wastin" (E. Badu, G. Young, S. Martin) – 6:42
14. "Green Eyes" (E. Badu, V. Duplaix, J. Poyser) – 10:04

## Classifiche
| Classifica (2000) | Posizione massima |
| ----------------- | ----------------- |
| Austria           | 56                |
| Finlandia         | 9                 |
| Francia           | 42                |
| Norvegia          | 20                |
| Olanda            | 7                 |
| Svezia            | 19                |
| Svizzera          | 33                |
| Stati Uniti       | 11                |